# Liste des stations de sports d'hiver d'Iran
Une liste des stations de sport d'hiver en Iran

## Liste
| Domaine | Stations                                                    | Lieu                                                                    | Altitude (m) | Altitude (m) | Sport(s) pratiqué(s) | Nb de pistes (km) | Nb de pistes (km) | Nb de pistes (km) | Nb de pistes (km) | Nb de pistes (km) | Infrastructures - Remontées mécaniques | Prix forfait adulte | Prix forfait adulte | Image | Remarques                                                                              |
| Domaine | Stations                                                    | Lieu                                                                    | Mini         | Max          | Sport(s) pratiqué(s) | Total             | alpin             | fond              | reliées           | non reliées       | Infrastructures - Remontées mécaniques | alpin               | fond                | Image | Remarques                                                                              |
| ------- | ----------------------------------------------------------- | ----------------------------------------------------------------------- | ------------ | ------------ | -------------------- | ----------------- | ----------------- | ----------------- | ----------------- | ----------------- | -------------------------------------- | ------------------- | ------------------- | ----- | -------------------------------------------------------------------------------------- |
|         | Dizin                                                       | 130 km NO de Téhéran                                                    | 2500         | 3400         | Ski et Snowboard     |                   |                   |                   |                   |                   | 4 TC, 3 TS, 9 TK                       |                     |                     |       | Source altitude : site web de la station. Étrangement Google Earth donne 200 m de plus |
|         | Shemshak                                                    |                                                                         |              |              |                      |                   |                   |                   |                   |                   |                                        |                     |                     |       |                                                                                        |
|         | Tochal                                                      | la TC part de Téhéran (5 km du terminus nord de la ligne de métro n° 1) | 1900         | 3850         | Ski et Snowboard     |                   |                   |                   |                   |                   | 1 TC en 3 tronçons, 3 TS et 2TC        |                     |                     |       | 2 tronçons de la TC et TS du bas non skiables, 2 TK non opérationnels                  |
|         | Chelgerd, (Kuhrang)                                         | 90 km à l'ouest de Shahre kord                                          |              |              | Ski et Snowboard     | 3                 |                   |                   |                   |                   |                                        |                     |                     |       |                                                                                        |
|         | Fereydounshahr                                              | 200 km au nord-ouest d'Ispahan                                          |              |              | Ski et Snowboard     | 2                 |                   |                   |                   |                   |                                        |                     |                     |       |                                                                                        |
|         | Damavand                                                    |                                                                         |              |              |                      |                   |                   |                   |                   |                   |                                        |                     |                     |       |                                                                                        |
|         | Abali                                                       |                                                                         |              |              |                      |                   |                   |                   |                   |                   |                                        |                     |                     |       |                                                                                        |
|         | Darbandsar                                                  |                                                                         |              |              |                      |                   |                   |                   |                   |                   |                                        |                     |                     |       |                                                                                        |
|         | Station de sports d'hiver de Khor                           |                                                                         |              |              |                      |                   |                   |                   |                   |                   |                                        |                     |                     |       |                                                                                        |
|         | Khoshaku, (Orumieh)                                         |                                                                         |              |              |                      |                   |                   |                   |                   |                   |                                        |                     |                     |       |                                                                                        |
|         | Station de sports d'hiver de Sahand, (Tabriz)               |                                                                         |              |              |                      |                   |                   |                   |                   |                   |                                        |                     |                     |       |                                                                                        |
|         | Kakan, (Yasuj)                                              |                                                                         |              |              |                      |                   |                   |                   |                   |                   |                                        |                     |                     |       |                                                                                        |
|         | Pooladkaf                                                   |                                                                         |              |              |                      |                   |                   |                   |                   |                   |                                        |                     |                     |       |                                                                                        |
|         | Tarik-darreh, (Hamadan)                                     |                                                                         |              |              |                      |                   |                   |                   |                   |                   |                                        |                     |                     |       |                                                                                        |
|         | Station de sports d'hiver d'Alvares, (Ardabil)              |                                                                         |              |              |                      |                   |                   |                   |                   |                   |                                        |                     |                     |       |                                                                                        |
|         | Sepidan, Kohkiluyeh                                         |                                                                         |              |              |                      |                   |                   |                   |                   |                   |                                        |                     |                     |       |                                                                                        |
|         | Station de sports d'hiver de Shahmirzad, Province de Semnan |                                                                         |              |              |                      |                   |                   |                   |                   |                   |                                        |                     |                     |       |                                                                                        |
|         | Shandiz, Khorasan                                           |                                                                         |              |              |                      |                   |                   |                   |                   |                   |                                        |                     |                     |       |                                                                                        |